# Vrijwilligersplein (Hasselt)

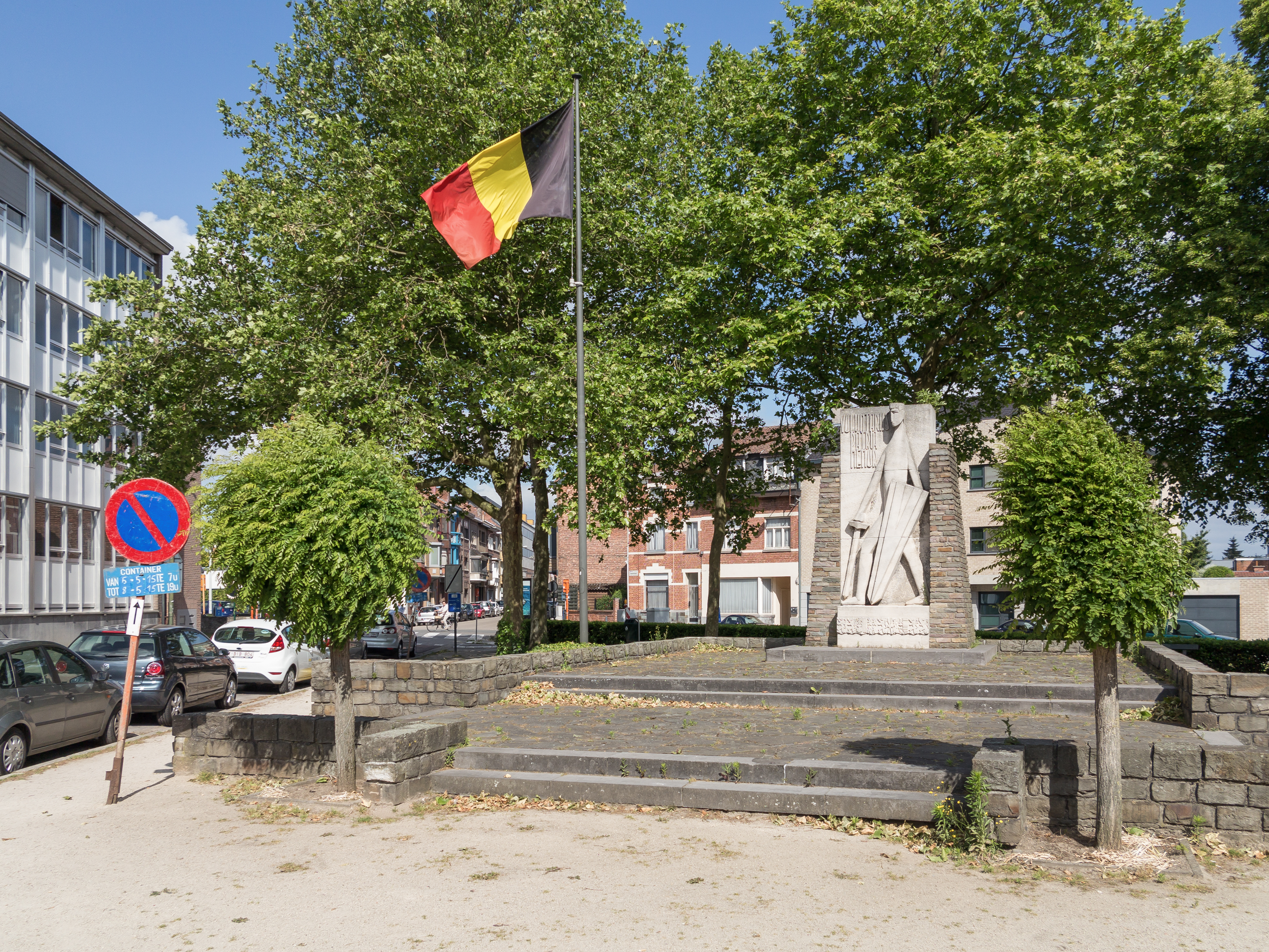
Vrijwilligersplein met Monument te Hasselt met links het vroegere administratiegebouw van het bisdom

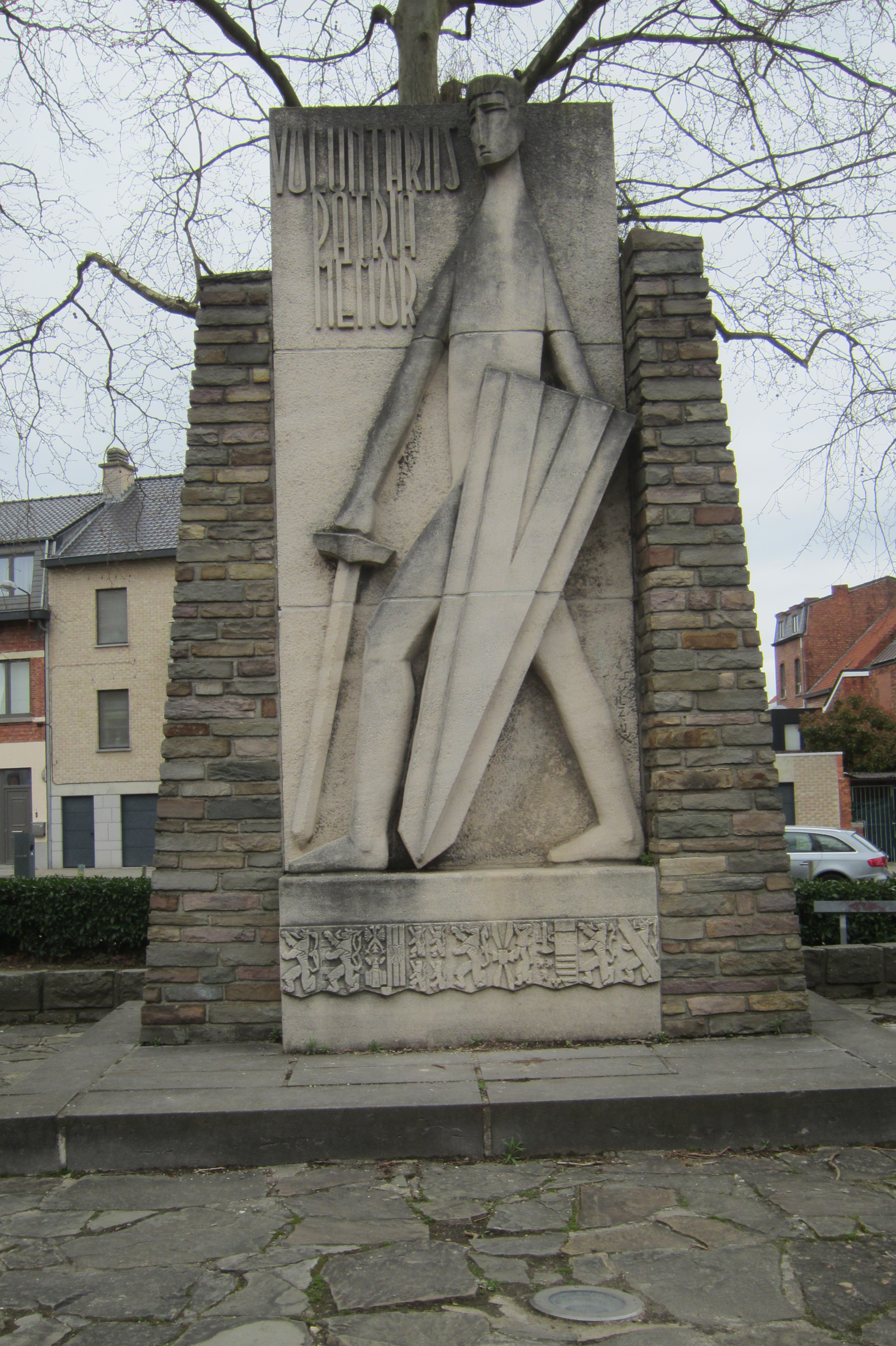
Detail Monument vrijwilligersplein

Het Vrijwilligersplein is een plein in de Heilig Hartwijk in het Noord-Westen van Hasselt.

## Toelichting
Het plein is gelegen tussen de Boulevard en de Grote Ring. Op het plein geven verschillende straten uit zoals de Manteliusstraat, de Melkvoetstraat, de Rozenstraat, de Mouterijstraat en de Stokerijstraat. Aan het plein grensde tot in 2022 de administratie van het Bisdom Hasselt.

## Monument oorlogsvrijwilligers
Het plein dankt zijn naam aan het in 1961 opgerichte Monument voor oorlogsvrijwilligers ter herinnering aan de bewerkers van de onafhankelijkheid van België in 1830, aan de Belgische vrijwilligers in beide wereldoorlogen en de strijders die in 1950 onder UNO-vlag naar Korea vertrokken.
Het geheel is een ontwerp van de Kermtse architect E. Droogmans; het gebeeldhouwde gedeelte in Franse witte steen is van de hand van de Genkse kunstenaar, oudstrijder en oorlogsgewonde Raf Mailleux. Het beeld stelt tegen een rechthoekige achtergrond symbolisch een oorlogsvrijwilliger voor zowel in zijaanzicht als in reliëf. De afgebeelde treedt naar voren met schild en zwaard als symbolen van ridderlijkheid. Onderaan staan de wapenschilden van de toenmalige negen Belgische provincies.
Het opschrift bovenaan luidt: "VOLUNTARIIS PATRIA MEMOR". 

## Pleinbeleving
Anno 2023 werkte men een project Heilig Hart. Hub van trage wegen uit rond de rol van het stedelijk plein als ontmoetingscentrum voor de wijk, gekaderd in het plan voor trage wegen (voet en fietsverbindingen). Daartoe ontwierpen en plaatsten verschillende actoren (Atelier Scheldeman, Daltonschool, Stad Hasselt, Trage Wegen en de faculteit Architectuur en Kunst van de UHasselt) een tijdelijke installatie op het plein als resultaat van een Live Project waarbinnen werd nagedacht over de rol van het plein als ontmoetingsplaats voor de wijk. Begin april 2023 wendde men het plein aan als wedstrijdlocatie voor Freerunning.